# عبد الله البريدي
عبد الله البريدي كاتب ومفكر سعودي متخصص في العلوم الاجتماعية والإنسانية، صدر له العديد من المؤلفات من أبرزها كتاب «كينونة ناقصة: أحد عشر سؤالاً في قراءة الفلسفة»، وكتاب «ابن تيمية فيلسوف الفطرة»، وكتاب «أسرار الهندسة الاجتماعية»، وكتاب«التنمية المستدامة: مدخل تكاملي لمفاهيم الاستدامة وتطبيقاتها مع التركيز على العالم العربي» الذي حصل به على جائزة وزارة الثقافة والإعلام للكتاب في مجال الاقتصاد والإدارة عام 2016م.

## التعليم
- حاصل على درجة البكالوريوس في العلوم الإدارية من جامعة الإمام محمد بن سعود الإسلامية.
- حاصل على درجة الماجستير في المحاسبة من جامعة الملك سعود.
- حاصل على درجة الدكتوراه في إدارة الأعمال تخصص السلوك التنظيمي (في موضوع الإبداع) من جامعة مانشستر في المملكة المتحدة.[5]

## العمل
- يعمل أستاذاً غير متفرغ للإدارة والسلوك التنظيمي في جامعة القصيم.[6]
- كتب في عدد من الصحف والمجلات من بينها جريدة الجزيرة،[7] ومجلة الفيصل.[8]

## المؤلفات
- (الإبداع يخنق الأزمات: رؤية جديدة في إدارة الأزمات). صدر عن دار بيت الأفكار الدولية عام 1999م.[9]
- (قضايا في المسألة الحضارية) صدر عام 2005م.
- (السلفية والليبرالية: اغتيال الإبداع في ثقافتنا العربية) صدر عن المركز الثقافي العربي عام 2008م.[10]
- (أسرار الهندسة الاجتماعية) صدر عن سلسلة كتاب المجلة العربية عام 2011م.[11]
- (اللغة هوية ناطقة) صدر عن سلسلة كتاب المجلة العربية عام 2012م.[12]
- (السلفية الشيعية والسنية: بحث في تأثيرها على الاندماج الاجتماعي) صدر عن الشبكة العربية للأبحاث والنشر عام 2013م.[13]
- (التنمية المستدامة: مدخل تكاملي لمفاهيم الاستدامة وتطبيقاتها مع التركيز على العالم العربي) صدر عن مكتبة العبيكان عام 2015م.[14]
- (التطوع اللغوي - إطار نظري وتطبيقي للتطوع في مجال خدمة اللغة العربية) صدر عن مركز الملك عبد الله الدولي لخدمة اللغة العربية عام 2015م.
- (فخ النيوليبرالية في دول الخليج العربية: إنقاذ اقتصاد أم إغراق مجتمع؟) صدر عن مركز دراسات الوحدة العربية عام 2018م.[15]
- (اللغة لا تحمي ذاتها - مدخل نظري وتطبيقي للحماية القانونية للغات) صدر عن مركز الملك عبد الله الدولي لخدمة اللغة العربية عام 2019م.
- (نحو دراسة الشخصية المحلية: إطار منهجي تطبيقي على الشخصية القصيمية السعودية (القصيمي مرسوماً بفرشاة الآخر) صدر عن دار الانتشار العربي عام 2019م.[16]
- (ابن تيمية فيلسوف الفطرة - نحو كبسلة الفيلسوف) صدر عن دار أثر 2021م.
- (كينونة ناقصة - أحد عشر سؤالًا في قراءة الفلسفة) صدر عن دار أدب 2022م.[17]
- (إمبريالية الشذوذ - نموذج تفسيري لظاهرة الشذوذ الجنسي) صدر عن مركز الأمير عبدالمحسن بن جلوي للبحوث والدراسات الإسلامية، 2023م.[18]
- (تعلم اللغة بتذوقها) صدر عن دار أدب 2023م [21].
- (البحث النماذجي - منهجية علمية لبناء النماذج التفسيرية) صدر عن دار أدب 2023م.
- الهوية الوطنية السعودية- ثوابتها وآفاقها الإنسانية، مركز الملك عبد العزيز للتواصل الحضاري، 2023 (صادر باللغة الإنجليزية).[19]

## الجوائز
- حاصل على جائزة بحثية في مؤتمر الأمن الفكري المنعقد في جامعة الملك سعود عن بحثه المعنون بـ نموذج تشخيص وإطار بحثي مقترح لدراسة ظاهرة التكفير باعتبارها مهدداً للأمن الفكري، وذلك عام 2010م [17].
- حاصل على جائزة وزارة الثقافة والإعلام للكتاب في مجال الاقتصاد والإدراة عام 2016م عن كتابه (التنمية المستدامة: مدخل تكاملي لمفاهيم الاستدامة وتطبيقاتها مع التركيز على العالم العربي).[20]